# Komprachcice (gmina)
Komprachcice est une gmina rurale du powiat de Opole, Opole, dans le sud-ouest de la Pologne. Son siège est le village de Komprachcice, qui se situe environ 10 km au sud-ouest de la capitale régionale Opole.
La gmina couvre une superficie de 55,87 km2 pour une population de 11 249 habitants.

## Géographie
La gmina inclut les villages de Komprachcice, Chmielowice, Domecko, Dziekaństwo, Ochodze, Osiny, Polska Nowa Wieś, Pucnik, Wawelno et Żerkowice
La gmina borde la ville d'Opole et les gminy de Dąbrowa, Prószków et Tułowice.